# Parque nacional de Simien
El Parque Nacional de Simien es uno de los parques nacionales de Etiopía. Está situado en las montañas Simen, parte del macizo Etíope, en la zona de Semien Gondar, dentro de la región de Amhara. Contiene el Ras Dashen, el pico más alto de Etiopía y el cuarto de África. Con una extensión de 16.500 hectáreas, fue creado en 1969. 

## Clima y vegetación
El parque se sitúa en una región de clima semiárido, con menos de 600 mm anuales de precipitaciones, distribuidas de octubre a abril.
Se distinguen tres tipos de vegetación en función de la altitud. En el nivel inferior, entre 3000 y 3300 metros, la vegetación original de cedros y mañíos ha sido sustituida por cultivos agrícolas, salvo en las zonas más inaccesibles. El nivel intermedio, hasta 4000 metros, también está muy degradado y sólo en escasos enclaves se conservan los bosquetes originales de brezo y salvia. El nivel superior está dominado por praderas semialpinas, salpicadas de afloramientos rocosos y bosquetes de brezos gigantes, que alcanzan hasta siete metros de altura.

## Fauna

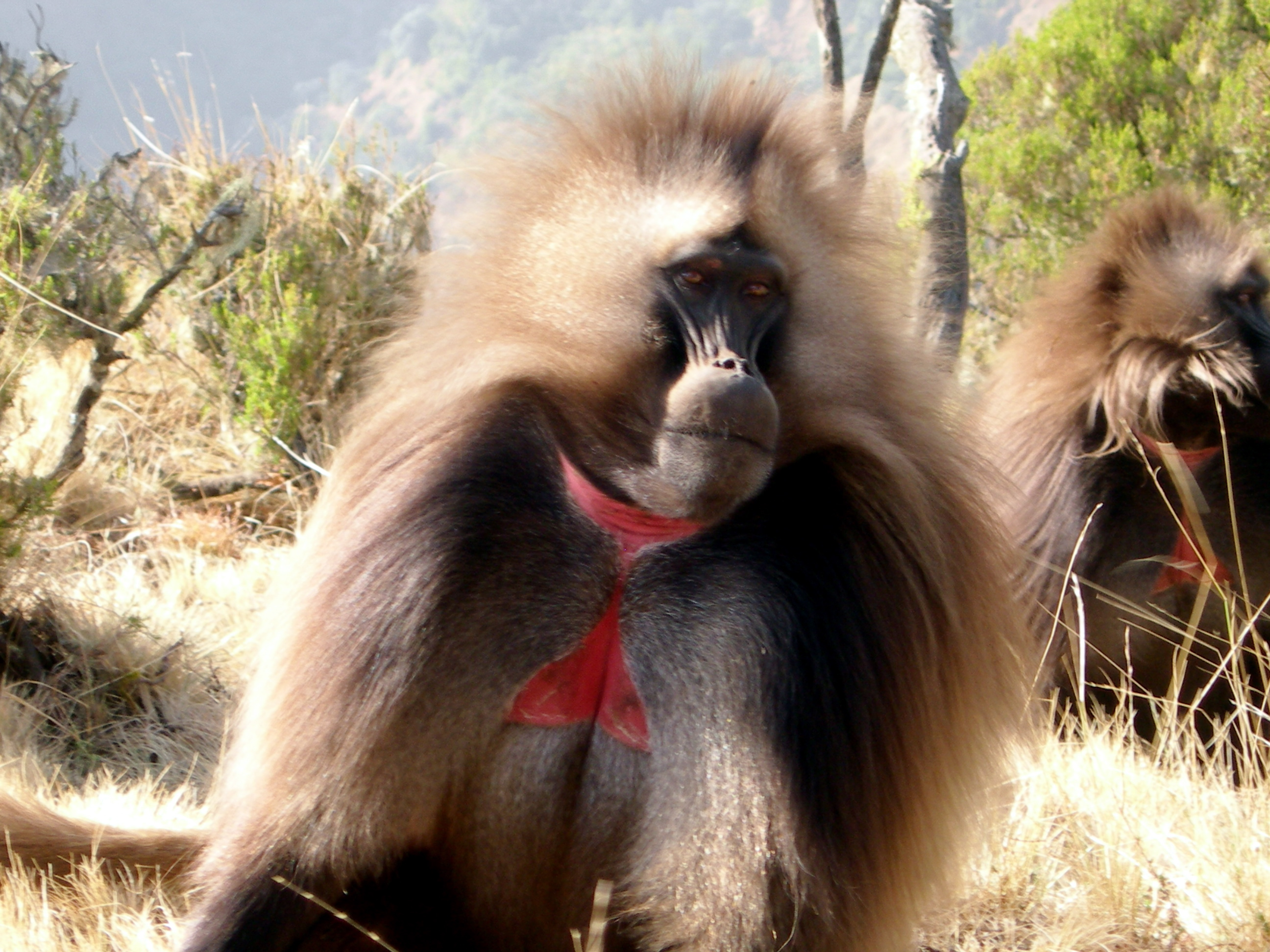
Gelada en las montañas de Simen.

Entre los mamíferos que alberga, destacan el lobo etíope (Canis simensis), la cabra de Abisinia (Capra walie) y el gelada (Theropithecus gelada). Los tres son endémicos del macizo Etíope, y las dos primeras se encuentran en peligro de extinción.
De las aves cabe destacar el buitre orejudo (Torgos tracheliotus), el quebrantahuesos (Gypaetus barbatus), el águila cafre (Aquila verreauxii), el cernícalo vulgar (Falco tinnunculus) y el halcón borní (Falco biarmicus).

## Conservación
Fue uno de los primeros lugares en ser declarado Patrimonio de la Humanidad por la Unesco, en 1978. Debido al importante declive en la población de las especies nativas características, en 1996 se incluyó en la Lista del Patrimonio de la Humanidad en peligro y se retiró en 2017 gracias a los avances observados en su gestión y a los esfuerzos realizados para controlar el pastoreo excesivo y el impacto negativo del turismo.
El parque natural se encuentra muy degradado; el 80% de su superficie ha sido alterada y está ocupada por actividades agrícolas y, sobre todo, ganaderas.

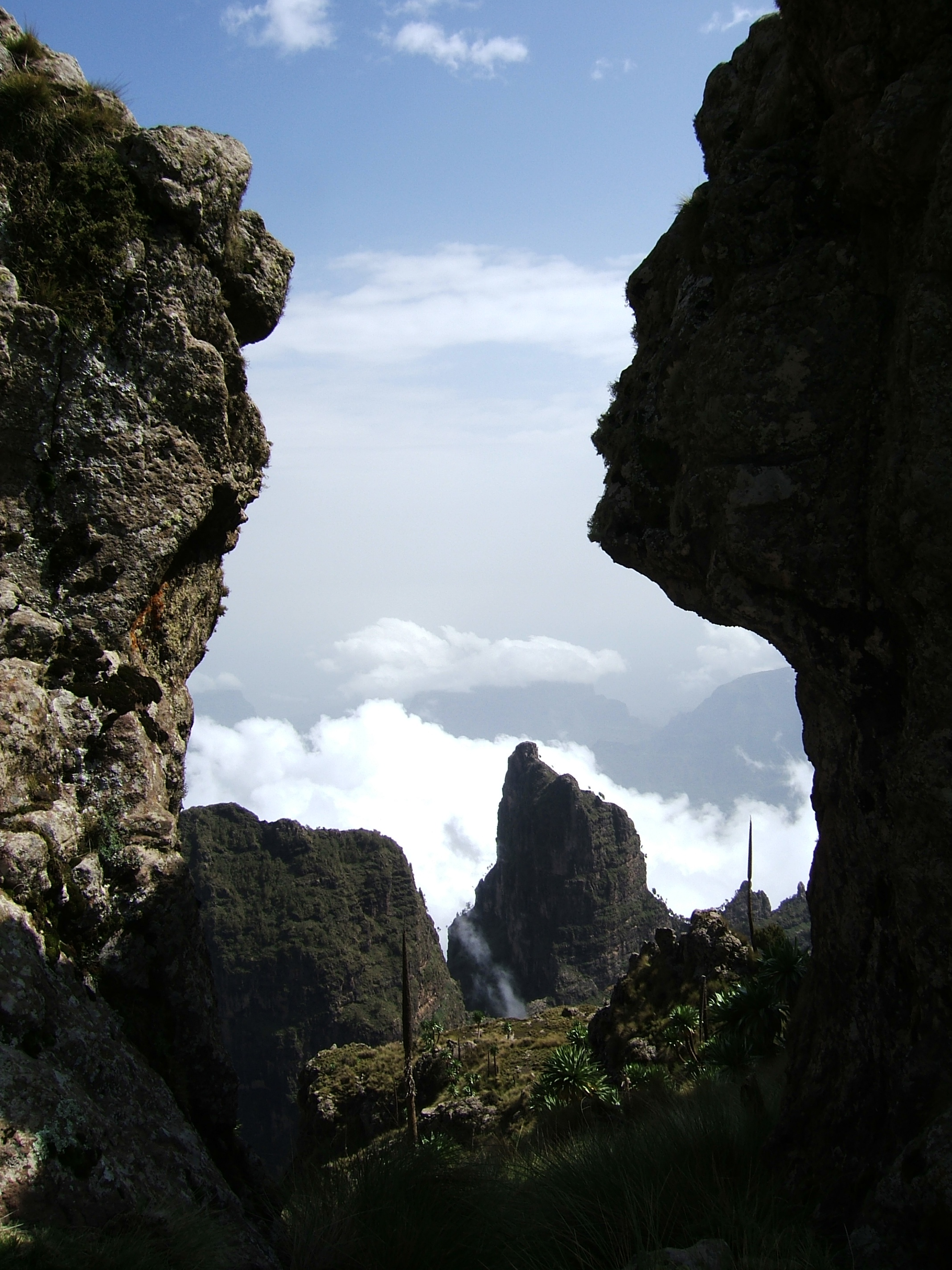
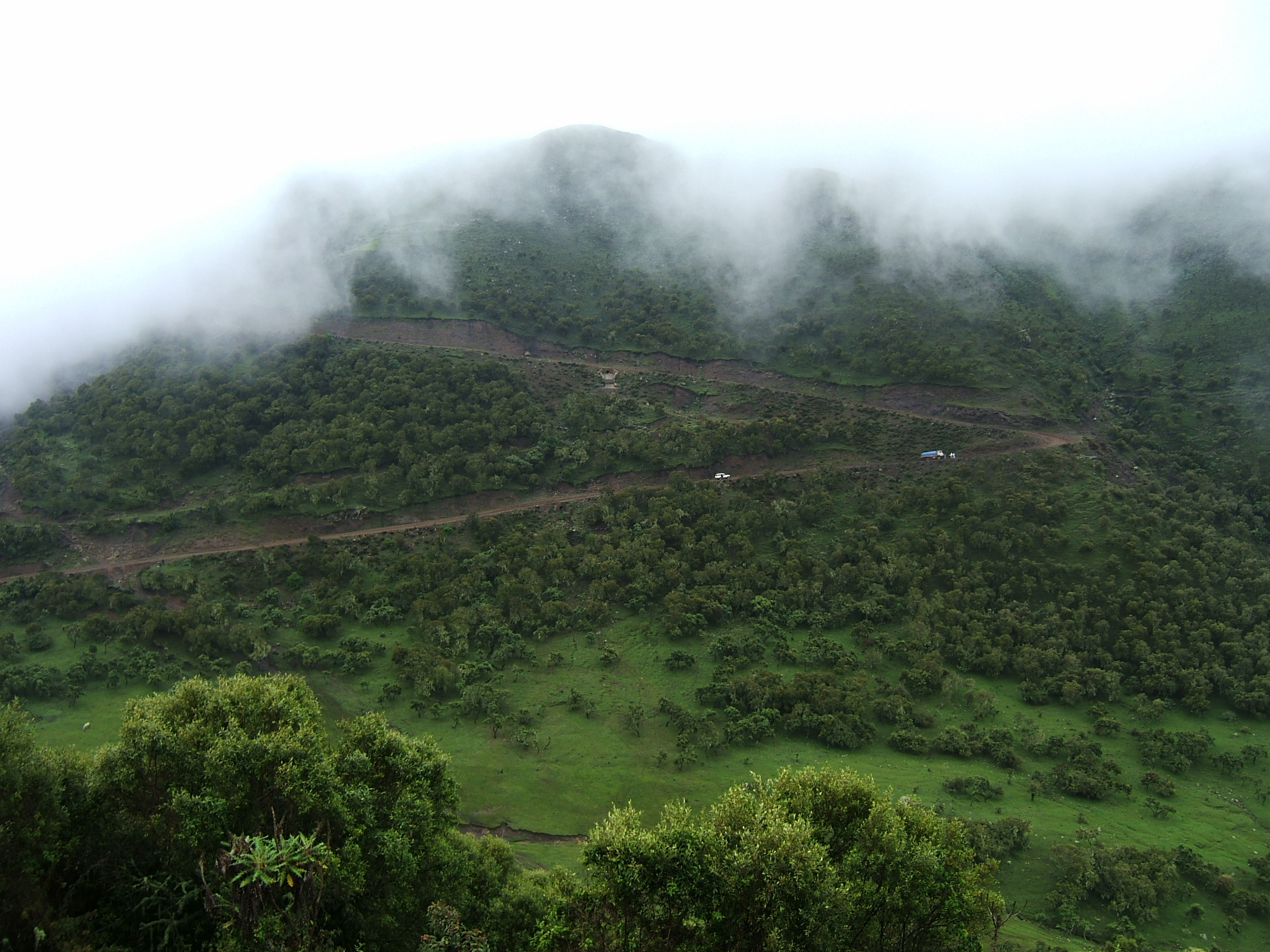
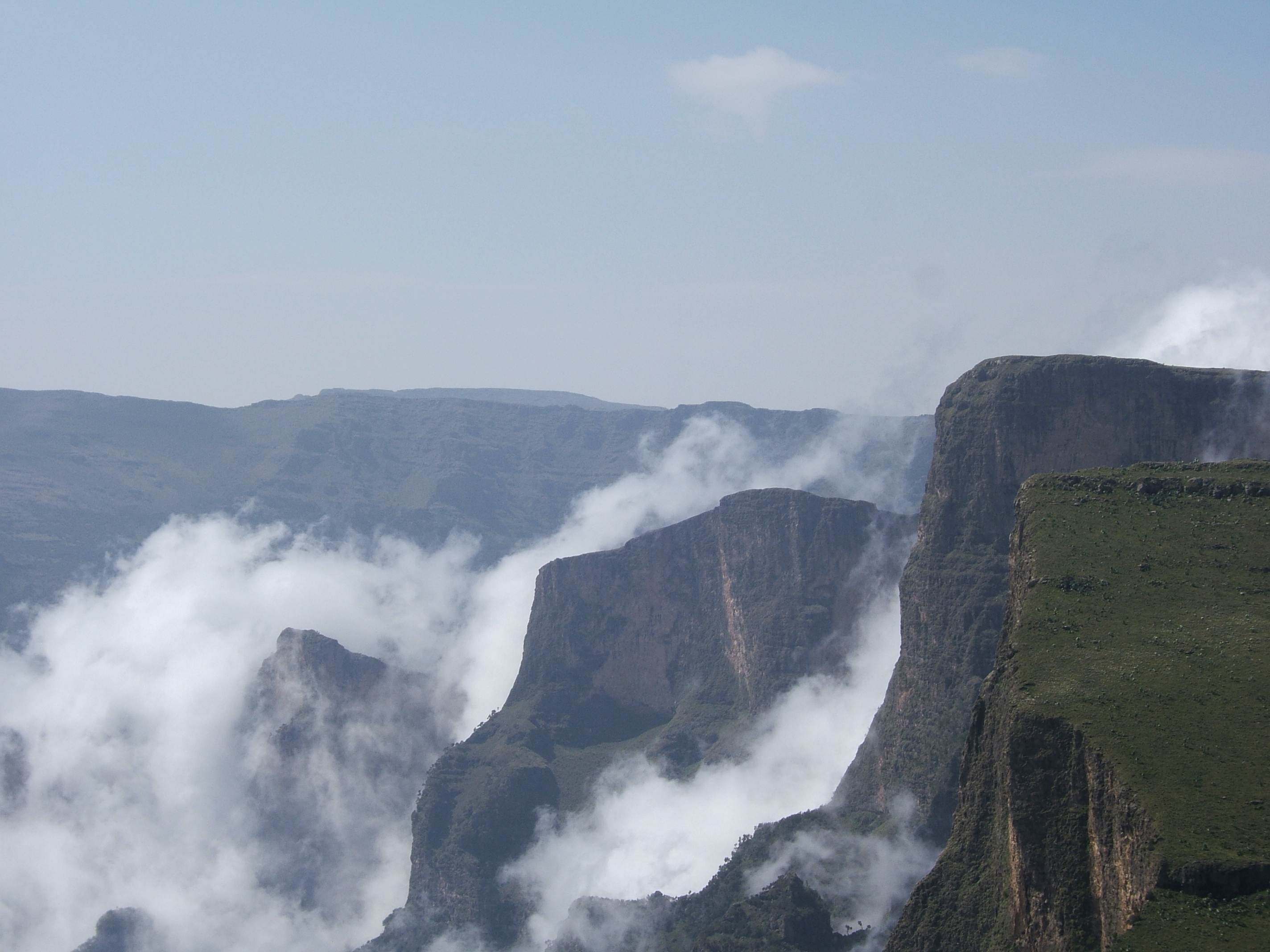